# Уилсон, Рут
Рут Уи́лсон (англ. Ruth Wilson, род. 13 января 1982, Эшфорд, Кент, Великобритания) — английская актриса, известная по роли Джейн Эйр в одноимённом телесериале, по роли Элис Морган в детективном сериале «Лютер» и по роли Элисон Бейли в сериале «Любовники».

## Биография
Родилась в городе Эшфорд, графство Кент, Великобритания.
Провела детство в Шеппертоне, графство Суррей. Окончила католическую школу для девочек Notre Dame в городе Кобхэм и колледж Esher в Элмбридже. В подростковом возрасте Уилсон работала моделью. В 2003 году окончила Ноттингемский университет. В июле 2005 окончила Лондонскую академию музыкального и драматического искусства.
Первое появление на экране состоялось в ситкоме «Пригород в огне» в 2006 году. В том же году она исполнила роль Джейн Эйр в одноимённом телесериале канала BBC One. Именно эта роль принесла ей широкую известность.
В 2010 году снялась в детективном сериале «Лютер» в роли Элис Морган.
За роль в телесериале «Джейн Эйр» в 2007 номинировалась на телевизионную премию BAFTA и премию Broadcasting Press Guild Award в категории «Лучшая актриса». Также актриса номинировалась на премию «Золотой глобус» в 2008 году в категории «Лучшая женская роль (мини-сериал или телефильм)».
Уилсон дважды получала премию Лоренса Оливье за театральные работы: в 2010 году за роль Стеллы Ковальски в пьесе «Трамвай „Желание“» и в 2012 году за роль Анны Кристи в пьесе Юджина О’Нила.

## Фильмография
| Год       |     | Русское название                            | Оригинальное название           | Роль                      |
| --------- | --- | ------------------------------------------- | ------------------------------- | ------------------------- |
| 2006—2007 | с   | Пригород в огне                             | Suburban Shootout               | Джуэл Даймонд             |
| 2006      | с   | Джейн Эйр                                   | Jane Eyre                       | Джейн Эйр                 |
| 2009      | с   | Настоящее лето                              | A Real Summer                   | Мэри Гилберт / Джеральдин |
| 2007      | с   | Поимка Мэри                                 | Capturing Mary                  | Мэри                      |
| 2007      | с   | Замораживание                               | Freezing                        | Элисон Феннел             |
| 2009      | с   | Узник                                       | The Prisoner                    | 313 / Сара                |
| 2009      | с   | Маленький остров                            | Small Island                    | Куинни                    |
| 2010—2019 | с   | Лютер                                       | Luther                          | Элис Морган               |
| 2012      | ф   | Анна Каренина                               | Anna Karenina                   | Бетси Тверская            |
| 2013      | ф   | Одинокий рейнджер                           | The Lone Ranger                 | Ребекка Рид               |
| 2013      | ф   | Лок                                         | Locke                           | Катрина                   |
| 2013      | ф   | Спасти мистера Бэнкса                       | Saving Mr. Banks                | Маргарет Гофф             |
| 2014—2019 | с   | Любовники                                   | The Affair                      | Элисон Бейли              |
| 2015      | ф   | Французская сюита                           | Suite française                 | Мадлен                    |
| 2017      | ф   | Как разговаривать с девушками на вечеринках | How to Talk to Girls at Parties | Стелла                    |
| 2018      | ф   | Новорождённый                               | The Little Stranger             | Кэролин Айрес             |
| 2018      | мтф | Миссис Уилсон                               | Mrs. Wilson                     | Элисон Уилсон             |
| 2019—2022 | с   | Тёмные начала                               | His Dark Materials              | Мариса Колтер             |
| 2022      | ф   | Смотрите, как они бегут                     | See How They Run                | Петула Спенсер            |
| 2024      | с   | Чрезвычайно королевский скандал             | A Very Royal Scandal            | Эмили Мейтлис             |
| 2025      | с   | Вниз по дороге к кладбищу                   | Down Cemetery Road              | Сара Такер                |

## Награды и номинации
- «Золотой глобус»
  - 2008 — Лучшая женская роль (мини-сериал или телефильм) («Джейн Эйр») — номинация.
  - 2015 — Лучшая женская роль в драматическом телесериале («Любовники») — победа.
- «BAFTA TV Award»
  - 2007 — Лучшая женская роль («Джейн Эйр») — номинация[8].
  - 2019 —  Лучшая женская роль («Миссис Уилсон»)  — номинация[9].
- «Спутник»
  - 2007 — Лучшая женская роль (мини-сериал или телефильм) («Джейн Эйр») — номинация.
  - 2010 — Лучшая женская роль (мини-сериал или телефильм) («Лютер») — номинация[10].
  - 2015 — Лучшая актриса в драматическом телесериале («Любовники») — номинация.
- «Премия британского независимого кино»
  - 2017 — Лучшая женская роль («Тёмная река») — номинация[9].
  - 2021 — Лучшая женская роль («Правда обо мне») — номинация[11].
- «BAFTA Cymru»
  - 2020 — Лучшая актриса («Тёмные начала») — победа[12].
  - 2023 — Лучшая актриса («Тёмные начала») — номинация[13].